# Herbert Deignan

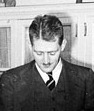
Herbert Deignan

Herbert Girton Deignan (* 5. Dezember 1906 in East Orange, New Jersey, USA; † 15. März 1968 in Lausanne) war ein US-amerikanischer Ornithologe, der sich vor allem mit der Vogelwelt von Thailand befasste.

## Frühe Jahre
Deignan war der Sohn von Harry Francis und Anna Galena, geborene Warren. Er wuchs in einem kleinen Ort in Pennsylvania auf, ging an der Mercersburg Academy zur Schule und ab 1924 zur Princeton University, die er im Oktober 1928 mit einem Bachelor of Arts in Englisch und anderen europäischen Sprachen und Literatur abschloss. Dort entwickelt sich sein Interesse für Vögel.
Er war mit Stella Leche, einer Medizinerin und Anthropologin verheiratet.

## Berufliche Jahre
Am Chiangmai College im Norden von Siam wurde er in der Zeit von 1928 bis 1932 als Englisch-Lehrer angestellt, wo er auch Vögel dieses Gebiets sammelte.
1932 kehrte er in der Zeit der Großen Depression die USA in zurück, wo er eine zeitliche Anstellung am National Museum of Natural History erhielt. Aufgrund seiner Sprachkenntnisse in asiatischen Sprachen und Sanskrit war er an der Library of Congress beschäftigt. 1935 kehrte er wieder auf seinen früheren Posten nach Chiangmai zurück, wo er bis 1937 blieb. In dieser Zeit unterstützte und erweiterte er die Vogelsammlung der Smithsonian Institution. 1938 kehrte er erneut an das National Museum of Natural History zurück und die Smithsonian Institution ermöglichte ihm Museen in Europa in ihrem Auftrag aufzusuchen.
Bereits 1923 war Deignan Mitglied in der American Ornithologists’ Union geworden, wurde 1946 zum Life Fellow ernannt und war von 1959 bis 1961 Sekretär dieser Organisation.
Im Zweiten Weltkrieg diente er von 1944 bis 1946 im Office of Strategic Services, vor allem im südasischen Raum. Danach nahm er seine Arbeit am National Museum of Natural History wieder auf. 1948 nahm er an der acht Monate dauernden American-Australian Scientific Expedition to Arnhem Land im Northern Territory teil. Von 1952 bis 1953 hielt er sich in Thailand auf. 1959 wurde er zum Kurator für Zoologie ernannt. 1962 trat er außer Dienst und lebte anschließend in der Schweiz. Er beteiligte sich auch weiterhin als Ornithologe, war für die Smithsonian Institution zu Feldstudien auf Madagaskar und wurde zu Konsultationen in London und Paris eingeladen.

## Veröffentlichungen
Er veröffentlichte Revisionen von Taxonomen, Kataloge und beschrieb zahlreiche Vögel aus verschiedenen Gebieten der Erde, vor allem aus dem Südosten Asiens.